# Herington
Herington är en ort i Dickinson County, och Morris County, i Kansas. Vid 2010 års folkräkning hade Herington 2 526 invånare.